# Try (Nelly Furtado)
Try è il secondo singolo della cantante canadese Nelly Furtado estratto dal suo secondo album, Folklore.
Il brano è stato utilizzato nel telefilm Smallville, nell'episodio Messaggi assassini, e nel telefilm Joan of Arcadia, nell'episodio Momenti difficili.

## Video
Il video è stato diretto da Sophie Muller ed è ambientato in una piccola fattoria in legno posta in un ambiente innevato e montuoso, al tempo del colonialismo portoghese. Appare un attore insieme alla cantante, che mostra le difficoltà del rapporto tra i due.
Nel 2007 il video è stato incluso nel Loose Mini DVD.

## Tracce
CD UK
1. Try (radio edit) (3:48)
2. I'm Like a Bird (acoustic live on New Ground)
3. Try (acoustic version)
4. Try (video)

CD USA
1. Try (radio edit)
2. I'm like a Bird (acoustic live on New Ground)
3. Powerless (Say What You Want) (video)

CD Australia
1. Try (radio edit)
2. I'm Like a Bird (Live Acoustic)
3. Try (Acoustic)
4. Try (album version)

## Classifiche
| Classifica (2004)           | Posizione più alta |
| --------------------------- | ------------------ |
| Austria                     | 26                 |
| Canada                      | 9                  |
| Germania                    | 31                 |
| Irlanda                     | 42                 |
| Italia                      | 19                 |
| Lettonia                    | 6                  |
| Paesi Bassi                 | 21                 |
| Perù                        | 4                  |
| Svizzera                    | 22                 |
| Official Singles Chart      | 15                 |
| U.S. Billboard Adult Top 40 | 25                 |